# Xanthograpta pectinata
Xanthograpta pectinata là một loài bướm đêm trong họ Noctuidae.